# Georg von Küchler
Georg von Küchler, nemški feldmaršal, * 30. maj 1881, Schloss Philippsruh, † 25. maj 1968. 
von Küchler je nastopil v vojaško službo leta 1900. V Prvi svetovni vojni je najprej poveljeval topniški bateriji, nato pa je bil štabni častnik v divizijskem poveljstvu. V vojski je ostal tudi v medvojnem obdobju in počasi napredoval po činu in položaju. Ob izbruhu Druge svetovne vojne je bil poveljnik armade. Leta 1939 je pri napadu na Poljsko poveljeval 3. armadi, ki je bila zadolžena za zasedbo mesta Danzig. Nato je prevzel poveljstvo nad 18. armado, ki je leta 1940 zasedla Nizozemsko. Leta 1941 je to armado vodil pri napadu na Sovjetsko zvezo. Septembra 1941 je njegova armada obkolila mesto Leningrad in ga držala v obroču naslednja tri leta. Medtem je von Küchler decembra 1941 prevzel poveljstvo nad Armadno skupino sever, ki je bila zadolžena za celotno leningrajsko fronto. von Küchler je bil zagovornik trdega, brezobzirnega vojskovanja proti Sovjetom in kot tak je bil politično sprejemljiv za Hitlerja, ki mu je zato zaupal in ga junija 1942 povišal v Maršala. Ko pa je Rdeča armada na začetku leta 1944 prekinila obleganje Leningrada je von Küchler predlagal umik in posledično pri Hitlerju padel v nemilost ter bil takoj odstavljen s položaja. Zatem ni dobil več nobene funkcije in je konec vojne dočakal v pokoju. Po vojni so mu sodili zaradi njegove vloge pri nečloveškem vojskovanju na vzhodni fronti in ga tudi obsodili na dvajset let zapora. Zaradi zdravstvenih razlogov je bil leta 1953 izpuščen predčasno.